# Deer Lake (Canada)
Deer Lake è un comune del Canada, situato nell'ovest della provincia di Terranova e Labrador, nella divisione No. 5. Il comune prenda il suo nome del lago che il comune è accanto.
- Wikimedia Commons contiene immagini o altri file su Deer Lake

## Attrazioni e turismo

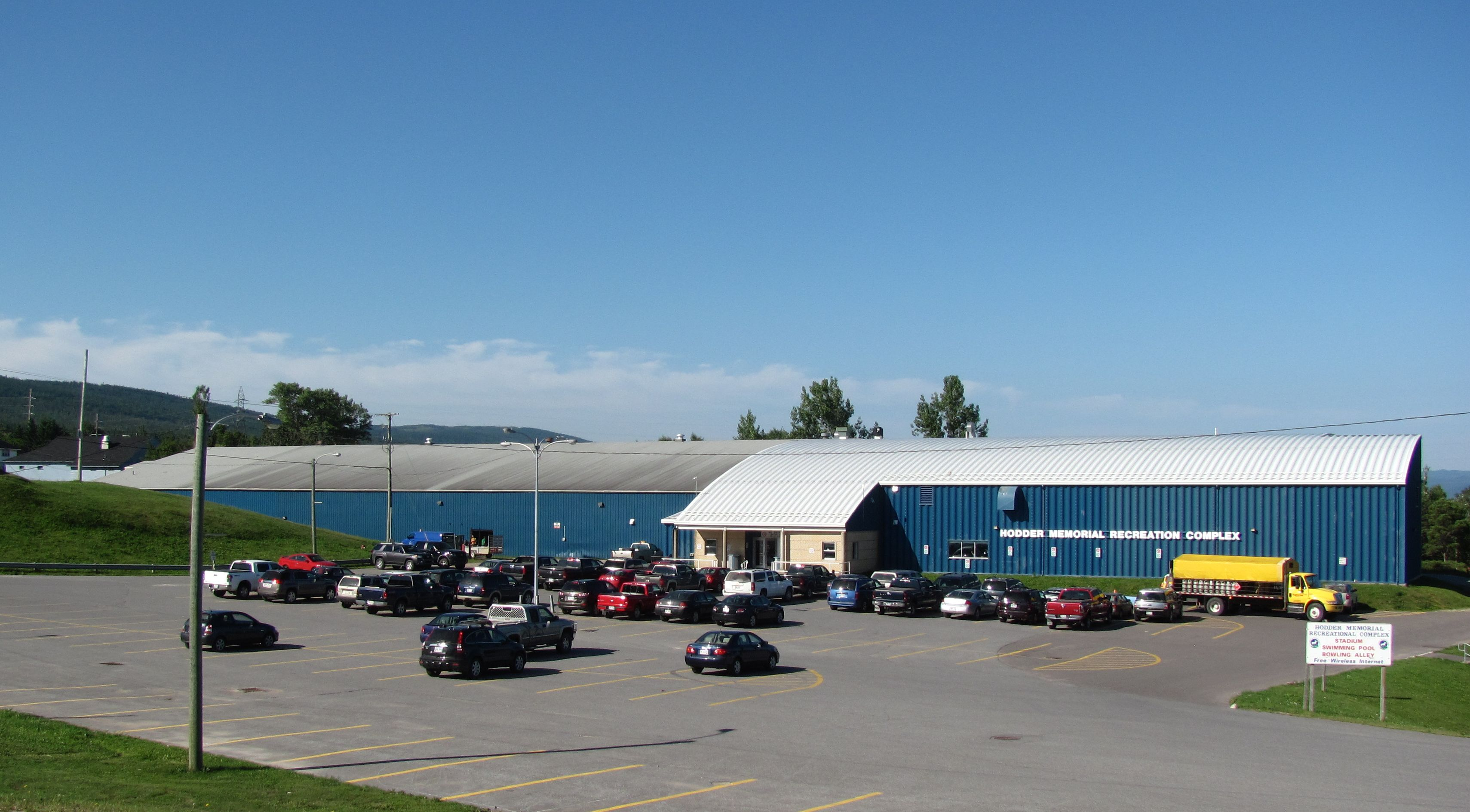
Complesso Ricreativo Commemorativo di Hodder

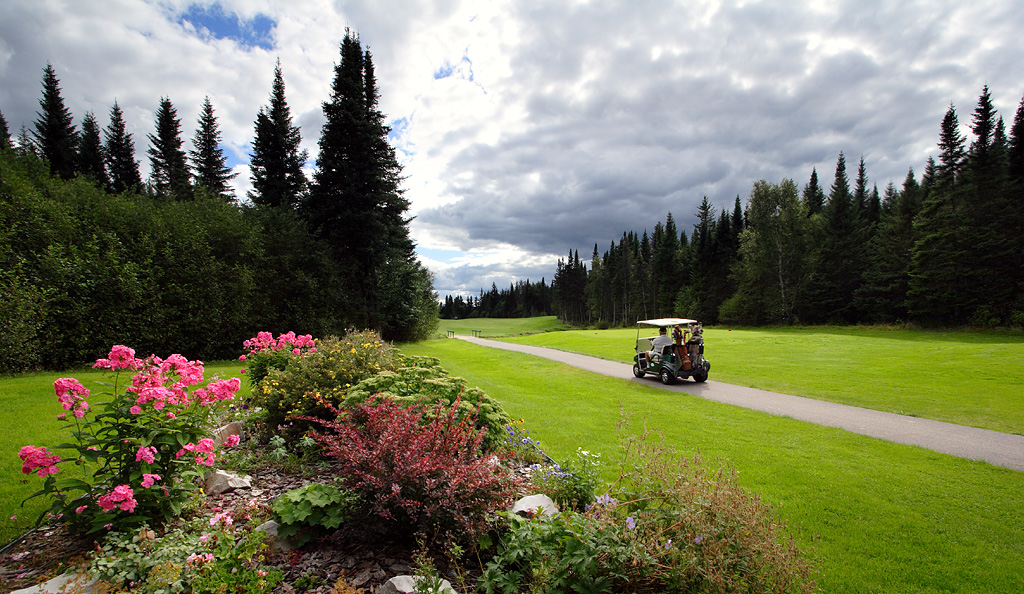
Humber River Golf Club

Deer Lake offre alloggi per i turisti, oltre a ristoranti, supermercati, e stazioni di servizio. C'è uno stadio di hockey su ghiaccio, una piscina, e una pista da bowling nel Complesso Ricreativo Commemorativo di Hodder. C'è anche un campo da calcio, e un campo da golf. La via principale offre una splendida vista del lago. Deer Lake è il comune maggiore più vicino al Parco nazionale Gros Morne. 

## Economia
Una centrale idroelettrica è stata realizzato nel 1925 per fornire elettricità a una cartiera a Corner Brook. Deer Lake è sede di un aeroporto regionale. Molte persone soggiornano a Deer Lake per la sua vicinanza al Parco Nazional Gros Morne.